# Grand Prix du roman de l'Académie française
Grand Prix du roman är ett franskt litterärt pris instiftat år 1918 utdelat årligen av Franska Akademien.

## Lista över pristagare
- 1918 Camille Mayran, för Gotton Gonnixloo (Plon)
- 1919 Pierre Benoit, för Atlantis (L'Atlantide) (Albin Michel)
- 1920 André Corthis, för För moi seule (Albin Michel)
- 1921 Pierre Villetard, för Monsieur Bille dans la tourmente (Fasquelle)
- 1922 Francis Carco, för l'Homme traqué (Albin Michel)
- 1923 Alphonse de Châteaubriant, för La Brière (Grasset)
- 1924 Émile Henriot, för Aricie Brun ou les Vertus bourgeoises (Plon)
- 1925 François Duhourcau, för l'Enfant de la victoire (La Vraie France)
- 1926 François Mauriac, för le Désert de l'amour (Grasset)
- 1927 Joseph Kessel, för les Captifs (Gallimard)
- 1928 Jean Balde, för Reine d'Arbieu (Plon)
- 1929 André Demaison, för le Livre des bêtes qu'on appelle sauvages (Grasset)
- 1930 Jacques de Lacretelle, för Amour nuptial (Gallimard)
- 1931 Henri Förrat, för Gaspard des montagnes (Albin Michel)
- 1932 Jacques Chardonne, för Claire (Grasset)
- 1933 Roger Chauviré, för Mademoiselle de Bois-Dauphin (Flammarion)
- 1934 Paule Régnier, för l'Abbaye d'Évolayne (Plon)
- 1935 Albert Touchard, för la Guêpe (Les éditions de France)
- 1936 Georges Bernanos, för Prästmans dagbok (Journal d'un curé de campagne) (Plon)
- 1937 Guy de Förtalès, för la Pêche miraculeuse (Gallimard)
- 1938 Jean de La Varende, för le Centaure de Dieu (Grasset)
- 1939 Antoine de Saint-Exupéry, för Terre des hommes (Gallimard)
- 1940 Édouard Peisson, för le Voyage d'Edgar (Grasset)
- 1941 Roger Bourget-Pailleron, för la Folie d'Hubert (Gallimard)
- 1942 Jean Blanzat, för l'Orage du matin (Grasset)
- 1943 J. H. Louwyck, för Danse för ton ombre (Plon)
- 1944 Pierre de Lagarde, för Valmaurie (Baudinière)
- 1945 Marc Blancpain, för le Solitaire (Flammarion)
- 1946 Jean Orieux, för Fontagre (Éditions de la Revue Fontaine)
- 1947 Philippe Hériat, för Famille Boussardel (Gallimard)
- 1948 Yves Gandon, för Ginèvre (Henri Lefèvre)
- 1949 Yvonne Pagniez, för Évasion (Flammarion)
- 1950 Joseph Jolinon, för les Provinciaux (Milieu du Monde)
- 1951 Bernard Barbey, för Chevaux abandonnés sur le champ de bataille (Julliard)
- 1952 Henri Castillou, för le Feu de l'Etna (Albin Michel)
- 1953 Jean Hougron, för Mort en fraude (Donnat)
- 1954  (ex-æquo) Paul Mousset, för Neige sur un amour nippon (Gallimard)
- 1954  (ex-æquo) Pierre Moinot, för la Chasse royale (Grasset)
- 1955 Michel de Saint-Pierre, för les Aristocrates (La Table ronde)
- 1956 Paul Guth, för le Naïf locataire (Albin Michel)
- 1957 Jacques de Bourbon Busset, för le Silence et la Joie (Gallimard)
- 1958 Henri Queffélec, för Un royaume sous la mer (Presses de la Cité)
- 1959 Gabriel d'Aubarède, för la Foi de notre enfance (Flammarion)
- 1960 Christian Murciaux, för Notre-Dame des désemparés (Plon)
- 1961 Pham Van Ky, för Perdre la demeure (Gallimard)
- 1962 Michel Mohrt, för la Prison maritime (Gallimard)
- 1963 Robert Margerit, för la Révolution (Gallimard)
- 1964 Michel Droit, för le Retour (Julliard)
- 1965 Jean Husson, för le Cheval d'Herbeleau (Seuil)
- 1966 François Nourissier, för Une histoire française (Grasset)
- 1967 Michel Tournier, för Vendredi ou les Limbes du Pacifique (Gallimard)
- 1968 Albert Cohen, för Belle du Seigneur (Gallimard)
- 1969 Pierre Moustiers, för La Paroi (Gallimard).
- 1970 Bertrand Poirot-Delpech, för la Folle de Lituanie (Gallimard)
- 1971 Jean d'Ormesson, för la Gloire de l'Empire (Gallimard)
- 1972 Patrick Modiano, för les Boulevards de ceinture (Gallimard)
- 1973 Michel Déon, för Un taxi mauve (Gallimard)
- 1974 Kléber Haedens, för Adios (Grasset)
- 1975  priset ej utdelat
- 1976 Pierre Schoendoerffer, för le Crabe-tambour (Grasset)
- 1977 Camille Bourniquel, för Tempo (Julliard)
- 1978 Pascal Jardin, för le Nain jaune (Julliard)
- 1979 Henri Coulonges, för l'Adieu à la femme sauvage (Stock)
- 1980 Louis Gardel, för Fort Saganne (Seuil)
- 1981 Jean Raspail, för Moi, Antoine de Tounens, roi de Patagonie (Albin Michel)
- 1982 Vladimir Volkoff, för Le Montage (Julliard)
- 1983 Liliane Guignabodet, för Natalia (roman) (Albin Michel)
- 1984 Jacques-Francis Rolland, för Un dimanche inoubliable près des casernes (Grasset)
- 1985 Patrick Besson, för Dara (Seuil)
- 1986 Pierre-Jean Rémy, för Une ville immortelle (Albin Michel)
- 1987 Frédérique Hébrard, för le Harem (Flammarion)
- 1988 François-Olivier Rousseau, för la Gare de Wannsee (Grasset)
- 1989 Geneviève Dormann, le Bal du dodo (Albin Michel)
- 1990 Paule Constant, för White Spirit (Gallimard)
- 1991 François Sureau, för l'Infortune (Gallimard)
- 1992 Franz-Olivier Giesbert, för l'Affreux (Grasset)
- 1993 Philippe Beaussant, för Héloïse (Gallimard)
- 1994 Frédéric Vitoux, för la Comédie de Terracina (Seuil)
- 1995 Alphonse Boudard, för Mourir d'enfance (Robert Laffont)
- 1996 Calixthe Beyala, för les Honneurs perdus (Albin Michel)
- 1997 Patrick Rambaud, för la Bataille (Grasset)
- 1998  (ex-æquo) Amélie Nothomb, för Stupeur et tremblements (Albin Michel)
- 1998 Anne Wiazemsky, för Une poignée de gens (Gallimard)
- 1999  (ex æquo) François Taillandier, för Anielka (Stock)
- 2000 Pascal Quignard, för Terrasse à Rome (Gallimard)
- 2001 Éric Neuhoff, för Un bien fou (Albin Michel)
- 2002 Marie Ferranti, för la Princesse de Mantoue (Gallimard)
- 2003 Jean-Noël Pancrazi, för Tout est passé si vite (Gallimard)
- 2004 Bernard du Boucheron, för Court serpent (Gallimard)
- 2005 Henriette Jelinek, för Le Destin de Iouri Voronine (Editions de Fallois)
- 2006 Jonathan Littell, för Les Bienveillantes (Gallimard)
- 2007 Vassilis Alexakis, för Ap. J.-C. (Stock)
- 2008 Marc Bressant, för La Dernière Conférence (de Fallois)
- 2009 Pierre Michon, för Les Onze (Verdier)
- 2010 Eric Faye, för Nagasaki
- 2011 Sorj Chalandon, för Retour à Killybegs
- 2012 Joël Dicker, för La Vérité sur l'affaire Harry Quebert
- 2013 Christophe Ono-dit-Biot, för Plonger
- 2014 Adrien Bosc, för Constellation (Stock)
- 2015 (ex-æquo) Hédi Kaddour, för Les Prépondérants (Gallimard)
- 2015 (ex-æquo) Boualem Sansal, för 2084 : la fin du monde (Gallimard)
- 2016 Adélaïde de Clermont-Tonnerre, för Le Dernier des nôtres (Grasset)
- 2017 Daniel Rondeau, för Mécaniques du chaos (Grasset)
- 2018 Camille Pascal, för L'Été des quatre rois (Plon)
- 2019 Laurent Binet, för Civilizations (Grasset)
- 2020 Étienne de Montety för La grande épreuve (Stock)
- 2021 François-Henri Désérable för	Mon maître et mon vainqueur	(Gallimard)
- 2022 Giuliano da Empoli för Le mage du Kremlin	(Gallimard)
- 2023 Dominique Barbéris för Une façon d’aimer	(Gallimard)